# Олексич Віталій Миколайович
Віталій Миколайович Олексич (15 лютого 1935, місто Тирасполь, тепер Придністров'я, Молдова — ?) — молдавський радянський діяч, міністр меліорації та водного господарства Молдавської РСР. Член ЦК КП Молдавії в 1981—1986 роках. Депутат Верховної Ради Молдавської РСР 10-го скликання.

## Біографія
Народився в родині службовця. У 1954 році закінчив Бендерський гідромеліоративний технікум.
З 1954 до 1955 року працював гідротехніком дільниці Молдавської машинно-екскаваторної станції міста Тирасполя.
З 1955 до 1957 року служив у Радянській армії.
Член КПРС з 1957 року.
З 1957 року — студент Українського інституту інженерів водного господарства.
Одночасно в 1958—1961 роках — старший гідротехнік дільниці машинно-екскаваторної станції міста Тирасполя. У 1961 році працював техніком-топографом «Укргідрорибпроєкту» в Києві.
У 1962 році закінчив Український інститут інженерів водного господарства.
У 1962—1963 роках — майстер, виконроб, начальник дільниці будівельно-монтажної контори в місті Тирасполі.
У 1963—1965 роках — начальник будівельно-монтажного управління «Прутводбуд» у місті Кагул Молдавської РСР.
У 1965—1967 роках — 2-й секретар Кагульського районного комітету КП Молдавії.
У 1967—1969 роках — слухач Вищої партійної школи при ЦК КПРС у Москві.
У 1969 — 17 березня 1977 року — перший заступник міністра меліорації та водного господарства Молдавської РСР.
17 березня 1977 — 25 грудня 1984 року — міністр меліорації та водного господарства Молдавської РСР.
Подальша доля невідома.

## Нагороди
- два ордени Трудового Червоного Прапора
- орден «Знак Пошани»
- медалі